# Jonathan Borlée
Pour les articles homonymes, voir Borlée.
Jonathan Borlée (né le 22 février 1988 à Woluwe-Saint-Lambert) est un athlète belge spécialiste du 400 m. Il est le frère jumeau de Kévin Borlée. Sa sœur Olivia et ses autres frères Dylan et Rayane Borlée (en) pratiquent également l'athlétisme.

## Biographie

### Débuts
En 2006, Jonathan Borlée se fait remarquer en remportant le 400 m au Championnat de Belgique à 18 ans. 
En 2008, il établit un nouveau record de Belgique du relais 4 × 400 m en 3 min 2 s 51, en compagnie de son frère, de Cédric Van Branteghem et Kristof Beyens, améliorant de près d'une seconde l'ancienne meilleure marque nationale réalisée 27 ans auparavant. Il réédite cette performance deux semaines plus tard avec 3 min 2 s 13.
Il se qualifie pour les Jeux olympiques de Pékin lors desquels il est éliminé au stade des demi finales. Aligné par ailleurs dans l'épreuve du relais 4 × 400 m, l'équipe belge, composée également de Kévin Borlée, Cédric Van Branteghem et Arnaud Ghislain, se classe quatrième de la finale à la suite du déclassement du relais russe en réalisant un nouveau record national en 2 min 59 s 37. Jonathan intègre ensuite, tout comme son frère Kévin, l'Université d'État de Floride. Il se présente alors aux Championnats NCAA à Fayetteville où il remporte à la fois le titre individuel sur 400 m mais aussi le titre du relais 4 × 400 m avec son université. Lors de la finale de l'épreuve individuelle, il établit un nouveau record de Belgique du 400 m avec 44 s 78, battant la précédente marque que détenait son frère Kévin avec 44 s 88, depuis les Jeux olympiques de Pékin. Cette performance lui permet par ailleurs de valider sa qualification pour les Championnats du monde de Berlin qui ont eu lieu en août 2009 mais auxquels il ne prendra pas part.
En mars, il participe au relais 4 × 400 m des Championnats du monde en salle. Avec son frère Kévin, Cédric Van Branteghem et Antoine Gillet, il termine à la 2e place avec un chrono de 3 min 6 s 94, battant le record national.
Au Golden Gala de Rome, 4e épreuve de la Diamond League, tandis qu'il pointe en tête, Jonathan (et deux autres concurrents) est bloqué dans sa course après 200 mètres par un bras de caméra qui déborde sur son couloir de piste. Les deux autres victimes de la négligence des organisateurs sont stoppées net dans leur effort ; seul Jonathan reprend la course, après être passé sous la caméra. Finalement, Jonathan termine à la 7e place dans un temps de 46 s 62.
Le 16 juillet 2010, il bat le record de Belgique du 400 m en 44 s 77 lors du meeting de Paris de la Diamond League et termine 3e de la course. Il bat à nouveau ce record aux Championnats d'Europe avec un temps de 44 s 71, réalisant le meilleur temps des demi-finales. Il termine en finale à la 7e place mais se console avec le titre de son frère Kévin et la médaille de bronze avec le relais 4 × 400 m.
En mars 2011, il participe au relais 4 × 400 m des Championnats d'Europe en salle. Avec Antoine Gillet, Nils Duerinck et son frère Kévin, ils s'emparent de la médaille de bronze, battant le record national.
En juillet, il termine 2e du Meeting Areva de Paris, 8e épreuve de la Diamond League, en 45 s 05.
Le 29 août 2011, il se qualifie avec son frère pour la finale des 13es championnats du monde d'athlétisme de Daegu. Il termine la course de cette finale à la 5e place en 45 s 07, son frère s'emparant de la médaille de bronze.
Le 1er juillet, il participe à la finale du relais 4 × 400 m des Championnats d'Europe avec Antoine Gillet, Jente Bouckaert et son frère Kévin. Ils s'imposent en 3 min 1 s 09 devant le Royaume-Uni et l'Allemagne.
Le 5 juillet, Jonathan participe au Meeting international de Liège et y améliore son record de Belgique du 300 m en 31 s 87.
Le 20 juillet, il remporte le 400 m du Meeting Herculis de Monaco, 9e épreuve de la Diamond League, en 44 s 74.
Lors des Jeux olympiques de Londres, Jonathan bat le record de Belgique du 400 m une fois encore avec un temps de 44 s 43 en série mais termine 6e de la finale olympique, juste derrière son frère Kévin. Fin août, il termine 3e du British Grand Prix en 45 s 15. En septembre, il prend la 2e place de la finale de la Diamond League au Mémorial Van Damme, derrière son frère Kévin, et termine à la 3e place du classement de la Diamond League.
En février, il participe au 400 m du Flanders Indoor et termine à la 2e place en 46 s 83.
En juin, il termine à la 3e place du 200 m au Meeting de Rabat en 20 s 64.
Fin juillet, il participe au London Grand Prix et termine à la 3e place en 45 s 14.
En août 2013, il prend part aux championnats du monde à Moscou. Il se qualifie pour la finale, contrairement à son frère, et termine 4e, à 2 centièmes de la 3e place.
Le 20 mars 2016, Jonathan Borlée et ses coéquipiers échouent et se classent 6e des championnats du monde en salle de Portland en 3 min 9 s 71 après une chute du témoin. Le 10 juillet 2016, il remporte en compagnie de ses frères Kévin et Dylan ainsi que Julien Watrin la finale du 4 × 400 mètres aux championnats d'Europe d'athlétisme 2016 à Amsterdam.
Le 4 mars 2018, il remporte la médaille de bronze du relais 4 x 400 m des championnats du monde en salle de Birmingham. Auteur avec ses coéquipiers d'un record de Belgique en salle en 3 min 02 s 51, il termine 3e de la course la plus relevée de l'histoire derrière l'équipe de Pologne (3 min 01 s 77, record du monde) et des États-Unis (3 min 01 s 98).
Le 8 août 2018, en demi-finale des championnats d'Europe de Berlin, Jonathan Borlée prend la 2e place de la course et réalise son meilleur temps depuis 2015, en 44 s 87. Il se qualifie pour la finale à laquelle il décroche la médaille de bronze en 45 s 19, derrière le Britannique Matthew Hudson-Smith (44 s 78) et son frère jumeau Kévin Borlée (45 s 13).
Le 5 juillet 2024, il annonce mettre un terme à sa carrière en raison d'une blessure.
Avec son frère Kévin, il commence une carrière d'entraîneur d'athlètes belges de 400 m.

## Palmarès
| Date | Compétition                       | Lieu             | Résultat | Épreuve   | Temps                    |
| ---- | --------------------------------- | ---------------- | -------- | --------- | ------------------------ |
| 2008 | Jeux olympiques                   | Pékin            | 4e       | 4 × 400 m | 2 min 59 s 37            |
| 2010 | Championnats du monde en salle    | Doha             | 2e       | 4 × 400 m | 3 min 6 s 94             |
| 2010 | Championnats d'Europe             | Barcelone        | 7e       | 400 m     | 45 s 35                  |
| 2010 | Championnats d'Europe             | Barcelone        | 3e       | 4 × 400 m | 3 min 2 s 60             |
| 2011 | Championnats d'Europe en salle    | Paris            | 3e       | 4 × 400 m | 3 min 6 s 57             |
| 2011 | Championnats du monde             | Daegu            | 5e       | 400 m     | 45 s 07                  |
| 2011 | Championnats du monde             | Daegu            | 5e       | 4 × 400 m | 3 min 0 s 41             |
| 2012 | Championnats d'Europe             | Helsinki         | 1er      | 4 × 400 m | 3 min 1 s 09             |
| 2012 | Jeux olympiques                   | Londres          | 6e       | 400 m     | 44 s 83                  |
| 2012 | Jeux olympiques                   | Londres          | 5e       | 4 × 400 m | 3 min 1 s 83             |
| 2013 | Championnats d'Europe par équipes | Dublin           | 2e       | 200 m     | 21 s 31                  |
| 2013 | Championnats d'Europe par équipes | Dublin           | 2e       | 4 × 400 m | 3 min 10 s 25            |
| 2013 | Jeux de la Francophonie           | Nice             | 3e       | 4 × 100 m | 39 s 58                  |
| 2013 | Championnats du monde             | Moscou           | 4e       | 400 m     | 44 s 54                  |
| 2013 | Championnats du monde             | Moscou           | 5e       | 4 × 400 m | 3 min 1 s 02             |
| 2013 | Ligue de diamant                  | Ligue de diamant | 6e       | 400 m     | détails                  |
| 2014 | Championnats d'Europe par équipes | Tallinn          | 1re      | 4 × 400 m | 3 min 4 s 93             |
| 2014 | Championnats d'Europe             | Zurich           | 8e       | 400 m     | DNS                      |
| 2015 | Championnats d'Europe en salle    | Prague           | 1er      | 4 × 400 m | 3 min 2 s 87             |
| 2015 | Relais mondiaux de l'IAAF         | Nassau           | 3e       | 4 × 400 m | 2 min 59 s 33            |
| 2015 | Championnats du monde             | Pékin            | 5e       | 4 × 400 m | 3 min 0 s 24             |
| 2016 | Championnats du monde en salle    | Portland         | 6e       | 4 × 400 m | 3 min 9 s 71             |
| 2016 | Championnats d'Europe             | Amsterdam        | 1er      | 4 × 400 m | 3 min 1 s 10             |
| 2016 | Jeux olympiques                   | Rio de Janeiro   | 4e       | 4 × 400 m | 2 min 58 s 52            |
| 2017 | Championnats du monde             | Londres          | 4e       | 4 × 400 m | 3 min 0 s 04             |
| 2018 | Championnats du monde en salle    | Birmingham       | 3e       | 4 × 400 m | 3 min 2 s 51             |
| 2018 | Championnats d'Europe             | Berlin           | 3e       | 400 m     | 45 s 19                  |
| 2018 | Championnats d'Europe             | Berlin           | 1er      | 4 x 400 m | 2 min 59 s 47            |
| 2019 | Championnats d'Europe en salle    | Glasgow          | 1er      | 4 × 400 m | 3 min 6 s 27             |
| 2019 | Relais mondiaux de l'IAAF         | Yokohama         | 3e       | 4 x 400 m | 3 min 02 s 70            |
| 2022 | Championnats d'Europe             | Munich           | 2e       | 4 x 400 m | Participation aux séries |

### Championnats Universitaires NCAA
- 400 m : 1er en 2009 (44 s 78) à Fayetteville
- Relais 4 × 400 m : 1er en 2009 (2 min 59 s 99) à Fayetteville avec ses coéquipiers de l'Université d'État de Floride (parmi lesquels son frère Kévin Borlée)

### Championnats de Belgique
| Outdoor | 2006 | 2007 | 2008 | 2009 | 2010 | 2011 | 2012 | 2013 | 2014 | 2015 | 2016 | 2017 | 2018 |
| ------- | ---- | ---- | ---- | ---- | ---- | ---- | ---- | ---- | ---- | ---- | ---- | ---- | ---- |
| 200 m   | -    | -    | -    | -    | -    | -    | 1er  | 1er  | -    | -    | -    | -    | 1er  |
| 400 m   | 1er  | -    | -    | -    | -    | 1er  | -    | -    | 2e   | 1er  | -    | 2e   | -    |

| Indoor | 2006  | 2007 | 2008 | 2009 | 2010 | 2011 | 2012 | 2013 |
| ------ | ----- | ---- | ---- | ---- | ---- | ---- | ---- | ---- |
| 60 m   | disq. | 5e   | -    | -    | -    | -    | -    | 8e   |
| 200 m  | 1er   | -    | -    | -    | -    | -    | -    | -    |

## Records personnels
| Épreuves outdoor | Performance        | Lieu               | Date           |
| ---------------- | ------------------ | ------------------ | -------------- |
| 100 m            | 10 s 92            | Nivelles           | 20 mai 2006    |
| 200 m            | 20 s 31            | Lubbock            | 5 mai 2012     |
| 300 m            | 31 s 87 (RN)       | Naimette-Xhovémont | 5 juillet 2012 |
| 400 m            | 44 s 43 (RN)       | Londres            | 4 août 2012    |
| 4 × 400 m        | 2 min 58 s 52 (RN) | Rio de Janeiro     | 20 août 2016   |

| Épreuves indoor | Performance       | Lieu       | Date            |
| --------------- | ----------------- | ---------- | --------------- |
| 60 m            | 6 s 80            | Gand       | 2 février 2013  |
| 200 m           | 21 s 35           | Gand       | 27 janvier 2007 |
| 300 m           | 32 s 79           | Liévin     | 8 février 2011  |
| 400 m           | 46 s 83           | Gand       | 10 février 2013 |
| 600 m           | 1 min 18 s 60     | Gand       | 13 février 2011 |
| 4 × 400 m       | 3 min 2 s 51 (RN) | Birmingham | 4 mars 2018     |

## Récompenses
- Spike d'Or : 2009 et 2013
- Sportif belge de l'année : 3e en 2011
- Équipe belge de l'année : 2009, 2010 et 2011, 2e en 2012
- Mérites sportifs de la Communauté française : Meilleure équipe masculine en 2008, 2010 et 2011